# Vagrans macromalayana
Vagrans macromalayana är en fjärilsart som beskrevs av Hans Fruhstorfer 1912. Vagrans macromalayana ingår i släktet Vagrans och familjen praktfjärilar. Inga underarter finns listade i Catalogue of Life.